# Michel Hénon
Michel Hénon (Pariz, 1931. - Nica, 7. travnja 2013.) je bio francuski matematičar i astronom. 
U astronomiji, Hénon je poznat po doprinosima zvjezdanoj dinamici. Krajem 1960-ih i ranih 1970-ih dao je važan doprinos dinamičkoj evoluciji zvjezdanih skupova, posebice kuglastih skupova. Razvio je numeričku metodu korištenjem Monte Carlo metoda kako bi pratio dinamički razvoj sfernog zvjezdanog skupa mnogo brže od takozvanih metoda n-tijela.
U matematici je poznat po Hénonovom preslikavanju, jednostavnom diskretnom dinamičkom sustavu koji pokazuje kaotično ponašanje.